# Ban Ki-mun
Ban Ki-mun (korejski 반기문, rođen 13. lipnja 1944.), južnokorejski diplomat, bivši je glavni tajnik UN-a. Na Generalnoj skupštini Ujedinjenih naroda, 13. listopada 2006., izabran je za glavnog tajnika, a na tu dužnost stupio je 1. siječnja sljedeće godine, kao osmi glavni tajnik UN-a od osnutka 1946. godine i drugi glavni tajnik s područja Azije, nakon U Thanta (1961. – 1971.) iz Burme, današnjeg Mianmara.
Diplomirao 1970. je na odjelu za međunarodne odnose Seulskog sveučilišta, a magistrirao 1985. iz područja javne uprave na Harvardskom sveučilištu. Tečno govori engleski i francuski.
Kao karijerni diplomat prethodno je djelovao u New Delhiju, u južnokorejskom poslanstvu u Ujedinjenim narodima i u Washingtonu, te kao veleposlanik svoje zemlje u Austriji.
Kao ministar vanjskih poslova od 2004. imao je važnu ulogu u pregovorima šest zemalja kojima se nastojalo obuzdati sjevernokorejske ambicije u nuklearnom naoružavanju.
Od veljače 2006. i službeno je bio u utrci za mjesto glavnog tajnika Ujedinjenih naroda, a 13. listopada iste godine na tu su ga dužnost jednoglasno izabrale 192 članice Generalne skupštine Ujedinjenih naroda. Dana 14. prosinca 2006. Ban Ki-moon je pred Generalnom skupštinom Ujedinjenih naroda prisegnuo na svoju dužnost.
Dužnost je preuzeo 1. siječnja 2007. od svoga prethodnika Kofija Annana. Dužnost je obnašao do 31. prosinca 2016. godine. Naslijedio ga je novoizabrani António Guterres.

## Vanjske poveznice
|  | Zajednički poslužitelj ima još gradiva o temi Ban Ki-moon |